# Elektrochemisches Kombinat Bitterfeld

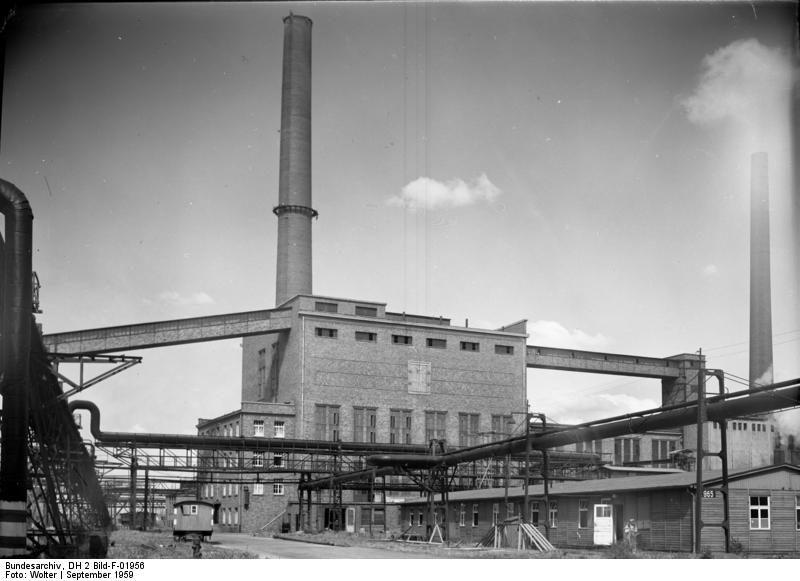
Elektrochemisches Kombinat Bitterfeld Kraftwerk Nord, September 1959

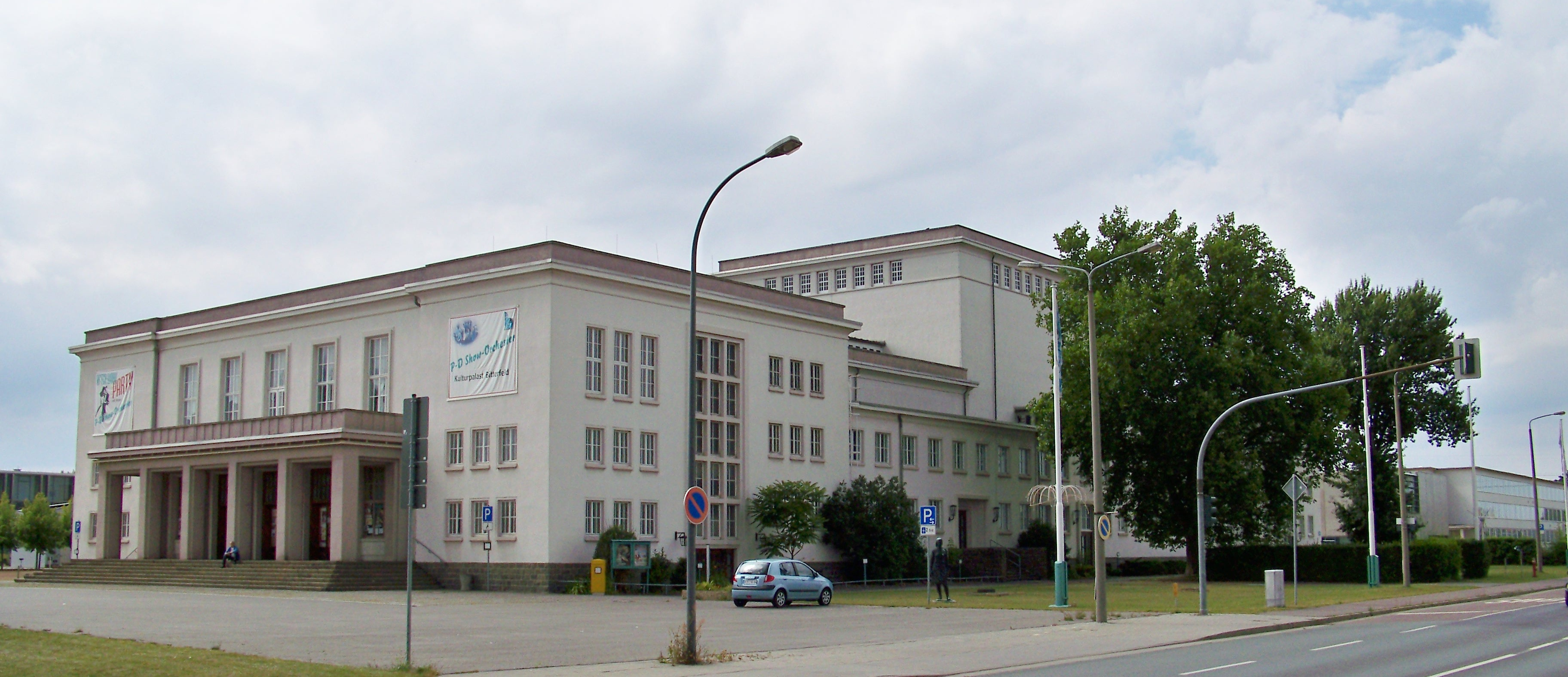
Der Kulturpalast in Bitterfeld, im Stil des Neoklassizismus, erbaut 1954

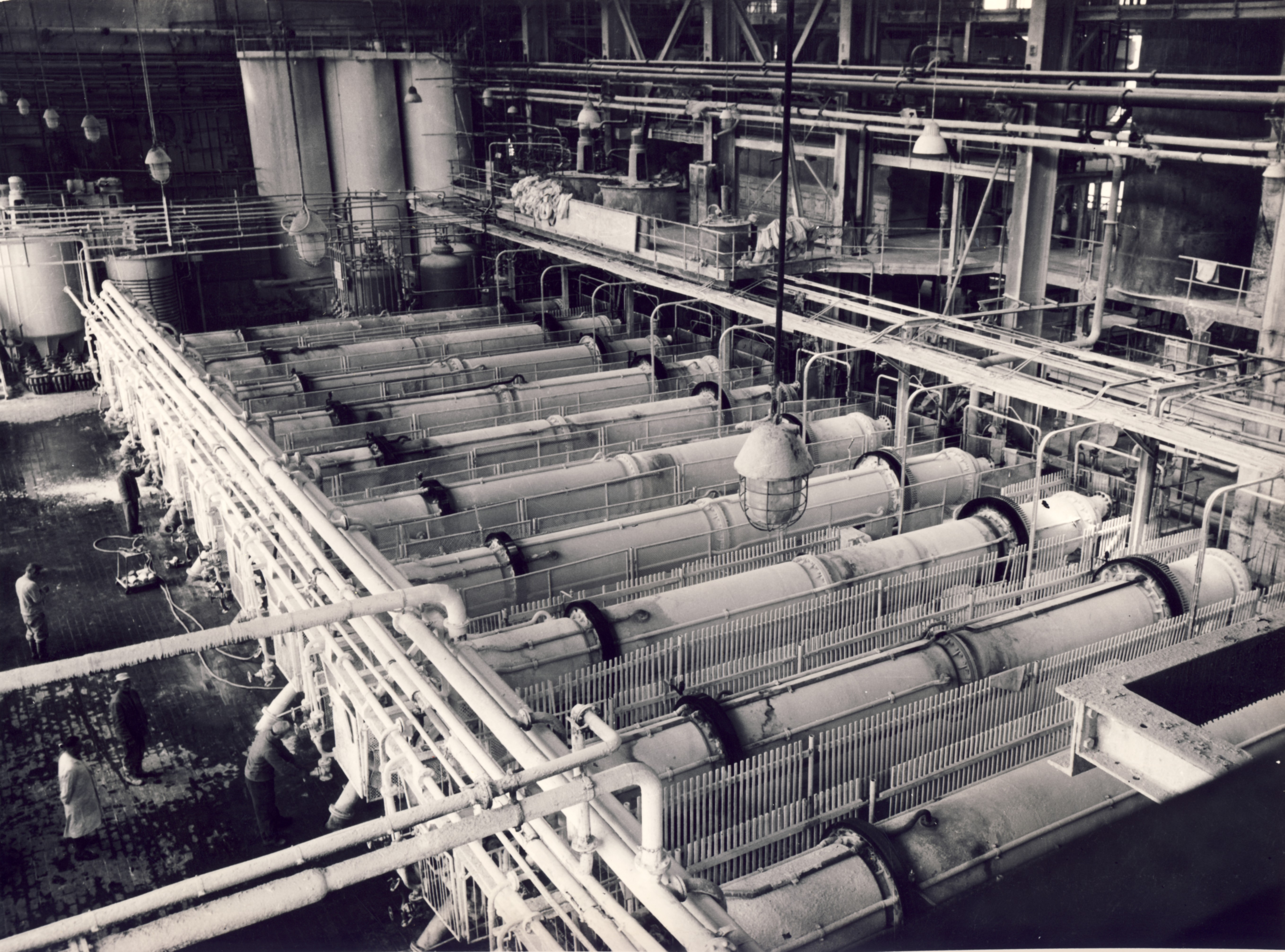
Drehrohrautoklaven zur PVC-Herstellung im EKB Bitterfeld vom Typ W56

Die Elektrochemischen Werke Bitterfeld gehörten seit 1925 zur I.G. Farben AG und wurden 1946 unter der Bezeichnung Elektrochemisches Kombinat Bitterfeld (EKB) in die Sowjetische Aktiengesellschaften (SAG) Kaustik übernommen.

## Geschichte
Durch Reparationsleistungen wurde nach dem Zweiten Weltkrieg der Anlagenbestand auf 40 Prozent des Standes von 1944 verringert. Die Demontagen waren 1947 größtenteils beendet. Gleichzeitig wurden dem EKB Teile der laufenden Produktion zur Erfüllung von Reparationsleistungen entnommen. Mit Wirkung vom 1. Mai 1952 wurde das EKB aus der SAG entlassen und als Volkseigener Betrieb (VEB) geführt. 
Zugleich wurde durch die Leitung des Kombinats der Beschluss gefasst, dem Werk ein eigenes Kulturhaus zu geben, dessen symbolischer Spatenstich ebenfalls am 1. Mai 1952 erfolgte. Unter großen persönlichen Leistungen vor allem durch freiwillige Helfer wurde der Bitterfelder Kulturpalast am 13. Oktober 1954 eingeweiht. Neben einer Vielzahl kultureller Veranstaltungen fand hier auch die später als Bitterfelder Weg bezeichnete erste Autorenkonferenz des Mitteldeutschen Verlages statt. Dabei wurde erörtert, wie den Werktätigen ein aktiver Zugang zu Kunst und Kultur ermöglicht werden kann und die „vorhandene Trennung von Kunst und Leben“ und  „Entfremdung zwischen Künstler und Volk“ überwunden wird. Das Kombinat vergab auch, wie einige andere große Unternehmen, einen Kunstpreis.
Im Jahre 1959 war das EKB größter Chlor- und Chlorproduktehersteller der DDR, größter Kunststoff- und Kunststoffproduktehersteller der DDR sowie größter Graphithersteller der DDR. Das EKB beherbergte den einzigen Hüttenaluminiumbetrieb der DDR und war bedeutendster Hersteller von DDT und Insektiziden. In dem 1959 vom ZK der SED verabschiedeten Chemieprogramm war ausdrücklich die Errichtung eines neuen Kunststoff-(PC)-Werkes in Bitterfeld mit einer geplanten Jahreskapazität von 7.200 Tonnen genannt. Im Chemieprogramm der DDR war der Neubau von Produktionsanlagen für Magnesium vorgegeben, was jedoch auf Grund technischer Probleme nicht verwirklicht wurde. Der Schwerpunkt des Chemieprogramms lag auf der Entwicklung der Petrolchemie. Das EKB war von dieser Entwicklung nur mittelbar betroffen. Es lieferte aber wichtige Grund- und Hilfsstoffe für den Ausbau der Erdölindustrie und zur weiteren Veredlung der petrolchemischen Produkte. 
Das EKB war in den 1960er Jahren mit seinen ca. 13.000 Beschäftigten der drittgrößte Chemiebetrieb der DDR. Die Produktionspraxis seit 1893 hatte zu 505 Produktionsgruppen und einer vielfältigen Produktionspalette geführt. Aufgrund der ca. 2.000 hergestellten Verkaufsprodukte wurde das EKB als Apotheke der DDR bezeichnet. 
Im EKB gab es 7 Hauptproduktionsgruppen, zu denen folgende Betriebe/Produkte gehörten:
1. Elektrochemie
NaOH-Elektrolysen, KOH-Elektrolyse, Chlorat-Elektrolyse, Aluminium-Elektrolysen, Elektrothermische Phosphat-Reduktion, Grafit, Permanganat-Elektrolyse, Calciumelektrolyse, Cermischmetall-Elektrolyse
2. Anorganische Chemie
Kaliumdichromat, Permanganat (bis zu KMnO4), Titanweiß, Salpetersäure, Düngemittel, Waschmittel, Korobon, Synthetische Edelsteine
3. Kunststoffe
PVC, PC (nachchloriertes PVC), Polyäthylen, anschließende Weiterverarbeitung
4. Schädlingsbekämpfungsmittel
Hexa, DDT, 2,4 D (Dichlor-phenoxy-Essigsäure, Pentachlorphenol, Phosphorsäurederivate, daraus wurden ca. 30 verschiedene Pflanzenschutz- und Schädlingsbekämpfungsmittel hergestellt)
5. Organische Chemie
Tetrachlorkohlenstoff, Methylenchlorid, Chloroform, Oxalsäure, Benzoesäure, Ameisensäure, Kunststoff-Weichmacher
6. Schwermetalle
Ferrolegierungen, Stahlformguss, Ca-Ba-Metall, Mo- und andere Schwermetallpulver, Zirkonmetall, Ferritrohstoffe, Al-Ni-Co-Magnete, Magnesium-Pulver
7. Leichtmetalle
Aluminium, Aluminium-Legierungen, Masseln, Gussformen, Strangpressprodukte und weiter verarbeitete Produkte.

Durch den sich verschärfenden Ost-West-Konflikt und die bewusste wirtschaftliche Abgrenzung der DDR-Wirtschaft vom Westen vergrößerte sich notwendigerweise das Produktionsprofil des EKB, was letztendlich eine sinkende Wirtschaftlichkeit zur Folge hatte.
Eine Gasexplosion mit mehr als 50 Toten (nach anderen Berichten 43) und 260 Verletzten am 11. Juli 1968, die die gesamten PVC-Produktionsanlagen sowie ein Pflanzenschutzmittelwerk in Bitterfeld vernichtete, bedeutete eine weitere Schwächung des Standortes. In dessen Folge wurden Teile der PVC-Produktion an andere Orte verlagert. Der ökonomisch schwierigen Situation versuchte man staatlicherseits im Jahre 1969 mit der Gründung des VEB Chemiekombinat Bitterfeld entgegenzuwirken, indem das EKB und die Farbenfabrik Wolfen verschmolzen wurden. Bei der Explosion entstand ein Schaden von mehr als 100 Millionen Mark.

## Direktoren des EKB

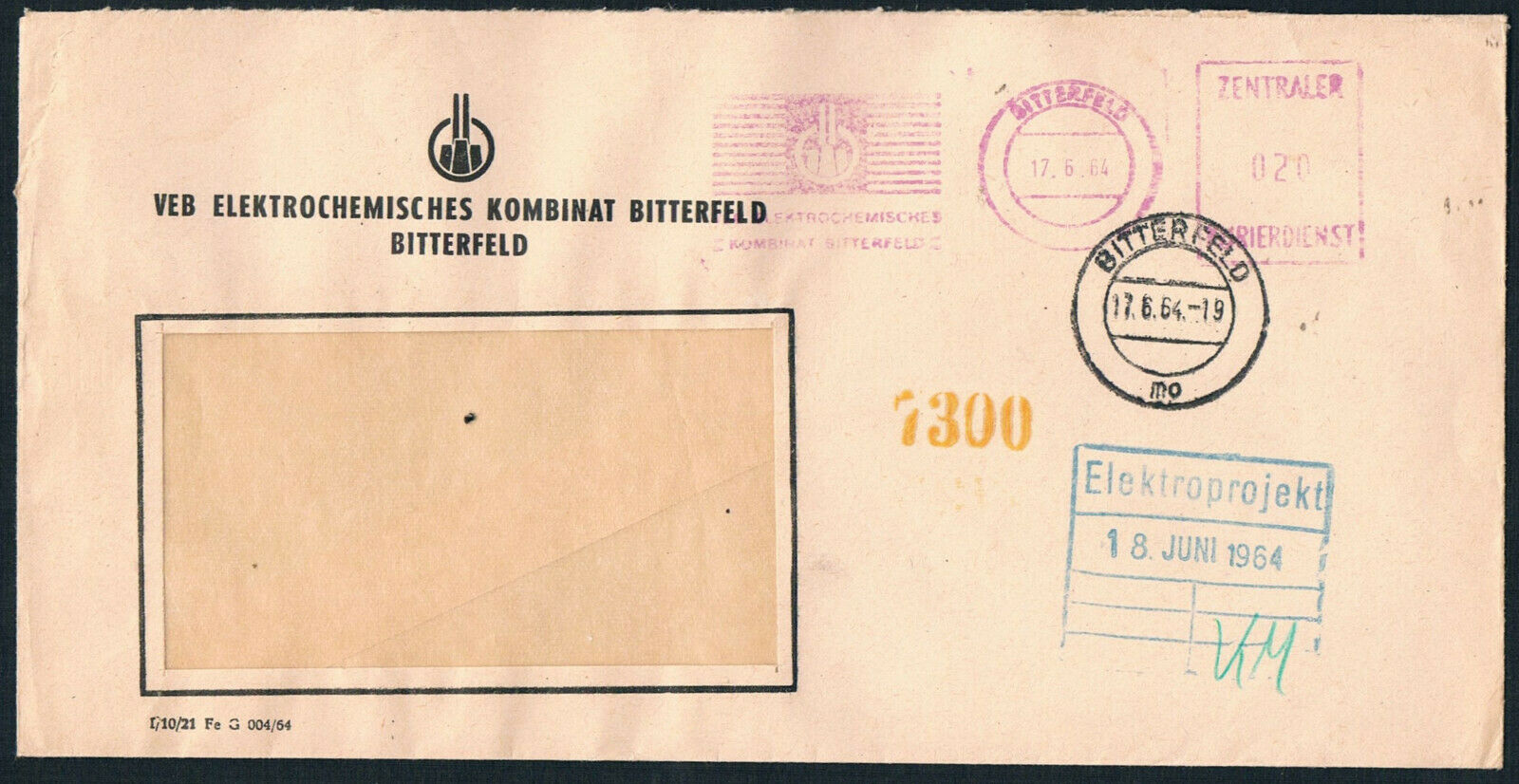
Briefumschlag per Zentralem Kurierdienst an den VEB Elektroprojekt in Berlin-Lichtenberg (1964)

- 1945–1949 Adolf Beck[2]
- 1949–1950 Wolfgang Hornke
- 1950–1956 Walter Heyder[3]
- 1957–1958 Berthold Riedel
- 1958–1962 Johannes Schubert
- 1962–1969 Theo Boethin

## Produkte aus dem EKB (Auswahl)
Aluminium, Benzoesäure, BINO-Würze, Chlor, Chromsäure, DDT, Dratex, Duplinon, Eispulver, BI 58, HL, Igelit, Kaliumpermanganat, Leichtmetallbaugerüste, Leichtmetalllegierungen, Magnesium, Methylenchlorid, Molybdändisulfid, Oxalsäure, PVC-Fußbodenbelag, PVC-Rohre, Ring-Detexol, Salpetersäure, Salzsäure, Schwefelsäure, Silvexan, Streu-Gammatox, Titandioxid, Waschmittel, Wasserstoff, Wegerein, ein Herbizid, Wolframsäure, Zahnpasta, synthetische Edelsteine.